# Stélio Ernesto
Stélio Marcelino Ernesto (Maputo, 15 de outubro de 1988), conhecido apenas como Telinho, é um futebolista moçambicano que atua como ponta-direita. Atualmente defende o Ferroviário de Nampula e a Seleção Moçambicana.

## Carreira
Nascido em Maputo, iniciou a carreira em 2008 na Liga Muçulmana, passando ainda 2 anos no Ferroviário de Pemba. Voltou à Liga em 2011 e permaneceu vinculado ao clube até 2018, tendo suas únicas experiências no exterior nas temporadas 2012–13, defendendo a Naval (Portugal), e 2013–14, quando atuou no Ajax Cape Town (África do Sul), ambas por empréstimo
Em 2014, após um período de testes no Nacional da Madeira, regressou à Liga Muçulmana e passou também por União do Songo, Costa do Sol e Ferroviário de Nampula, onde atua desde 2023.

## Seleção Moçambicana
Pela Seleção Moçambicana de Futebol, Telinho fez sua estreia em abril de 2011, num amistoso contra a Tanzânia, porém teve que aguardar até setembro de 2019 para marcar seu primeiro gol pelos Mambas, na vitória por 1 a 0 sobre a Maurícia, pelas eliminatórias da Copa de 2022.
Com 61 jogos e 4 gols marcados em sua carreira internacional, é o nono atleta que mais defendeu Moçambique na história.

## Títulos
Liga Muçulmana
- Moçambola: 2011
- Taça de Moçambique: 2012

União do Songo
- Moçambola: 2018
- Taça de Moçambique: 2019